# Aung San

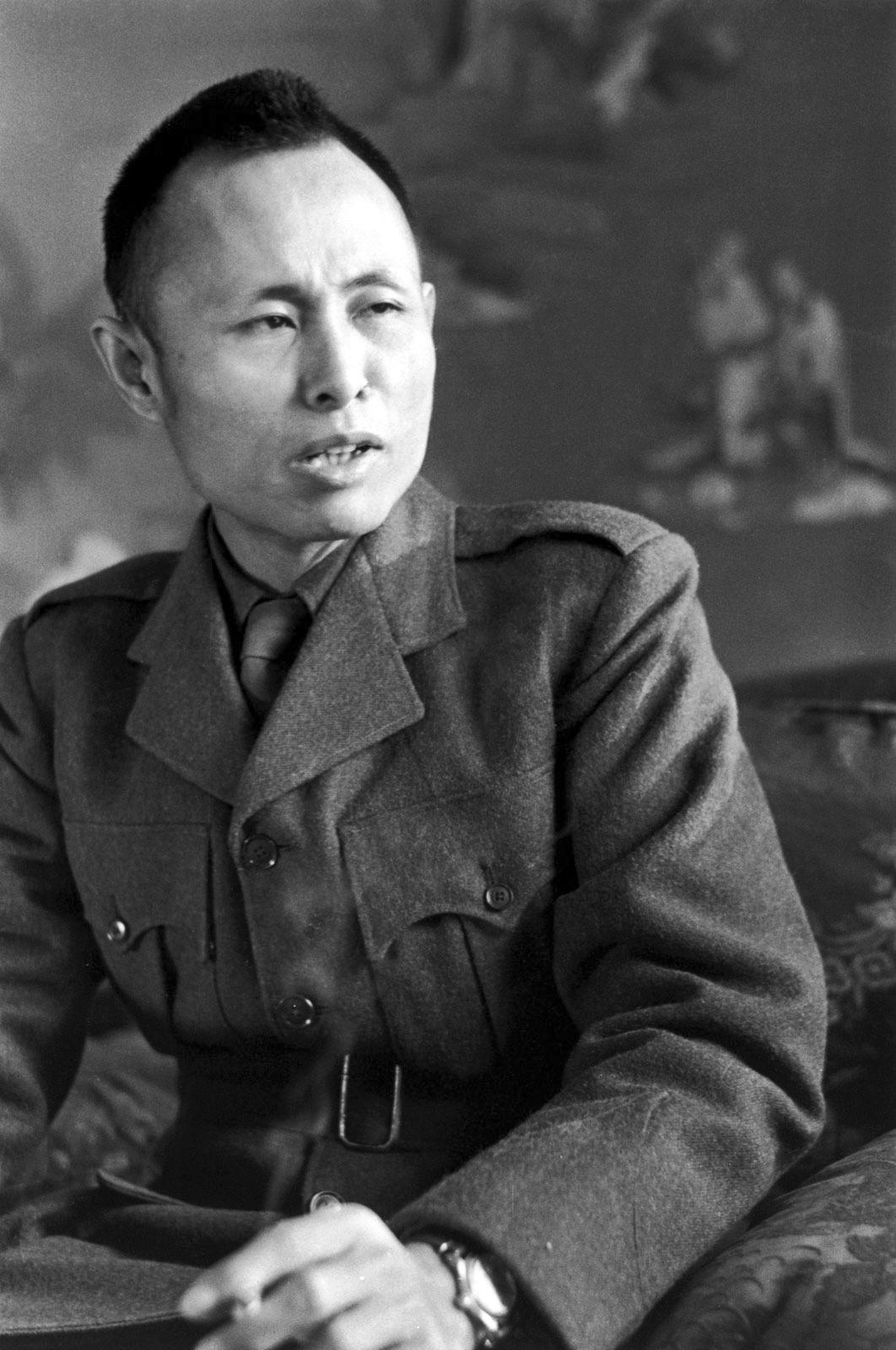
Aung San (1940er Jahre)

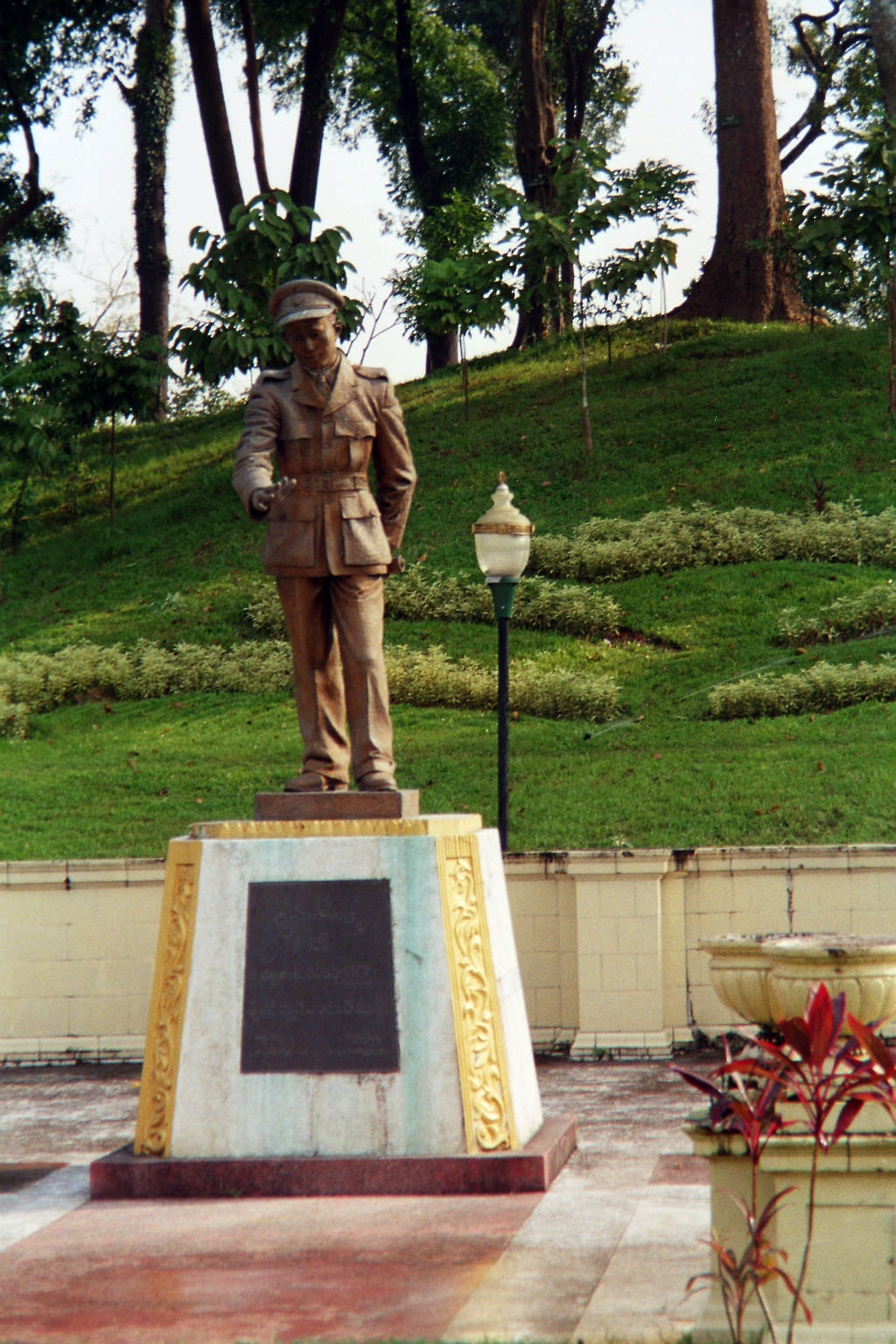
Statue von Aung San am Nordufer des Kandawgyi-Sees in Rangun

Bogyoke Aung San (birmanisch ဗိုလ်ချုပ် အောင်ဆန်; * 13. Februar 1915 in Natmauk (heute Magwe-Division, Myanmar), Britisch-Indien; † 19. Juli 1947 in Rangun) war Kommandeur der Burma Independence Army (BIA) und Präsident der Anti-Fascist People’s Freedom League (AFPFL). Er ist heute birmanischer Nationalheld. Sein Titel lautet Bogyoke, was oberster militärischer Führer bedeutet.
Aung San wurde während der 1930er Jahre als radikaler Studentenführer bekannt. 1939 gründete er die Kommunistische Partei Birmas (Communist Party of Burma). Ein Jahr später brach er in die Republik China auf, um die dortige Kommunistische Partei zu studieren. Er kam im japanisch besetzten Amoy an, von wo er nach Tokio gesandt wurde und die Gastfreundschaft der Militärregierung erhielt. 1941 kehrte Aung San heimlich nach Birma zurück, um Gleichgesinnte für eine militärische Ausbildung in Japan zu gewinnen.
30 junge Männer, die als Thirty Comrades bekannt wurden, gingen unter Aung Sans Führung nach Japan und wurden dort militärisch ausgebildet; unter ihnen waren auch der spätere Premierminister U Nu und der spätere Machthaber Ne Win. Mit 28 von ihnen kehrte Aung San im Dezember 1941 über Thailand zurück. Er stellte eine Armee zum Kampf für die birmanische Unabhängigkeit auf, die zunächst an der Seite der Japaner kämpfte – diese hatten im August 1943 Birma die Unabhängigkeit versprochen. Als sich die japanischen Versprechungen als falsch erwiesen, wechselte Aung San mit seiner Armee die Seiten und erklärte im März 1945 den Japanern den Krieg. Dies erweckte das Interesse des Oberkommandeurs der Alliierten in Südostasien, Lord Louis Mountbatten.
Nach dem Ende des Zweiten Weltkriegs in Asien leitete Aung San die Anti-Fascist People’s Freedom League (AFPFL). Im politischen Kampf um Unabhängigkeit wurde er sowohl von einer paramilitärischen Streitmacht als auch von Mountbatten unterstützt, der die britische Regierung dazu brachte, dem jungen Politiker Konzessionen zu machen. Aung San handelte mehrere entscheidende Verträge aus, die zur Unabhängigkeit Birmas von Großbritannien am 4. Januar 1948 führten. Er erlebte dies jedoch nicht mehr: Am 19. Juli 1947 wurden er und sechs weitere Mitglieder des Exekutivrats, darunter sein älterer Bruder U Ba Win, während einer Kabinettssitzung in Rangun erschossen. Die fünf Schützen sowie der Rädelsführer U Saw, Premierminister der früheren Kolonialregierung, wurden im Januar 1948 gehängt. U Nu folgte Aung San als Parteichef der AFPFL.
Aung San heiratete 1942 Daw Khin Kyi. Ihre im Juni 1945 geborene Tochter Aung San Suu Kyi, nach ihren Brüdern Aung San Oo (lebt in den USA) und Aung San Lin (gestorben mit acht Jahren) das jüngste Kind aus dieser Ehe, ist die bekannteste Kämpferin für Demokratie in Myanmar. Für ihr Engagement erhielt sie 1991 den Friedensnobelpreis. 2016 gelang es ihr schließlich nach über 50-jähriger Herrschaft verschiedener Militärs, zusammen mit dem neuen Präsidenten Htin Kyaw als Staatsberaterin und Außenministerin eine demokratische Regierung anzuführen.